# Dolichoderus tertiarius
Dolichoderus tertiarius é uma espécie de formiga do gênero Dolichoderus.